# Cédric Berrest
Cédric Berrest (* 2. April 1985 in Clermont-Ferrand, Frankreich) ist ein französischer Ruderer.

## Karriere
Mit dem Rudersport begann Berrest im Jahr 1999, und bereits drei Jahre später schaffte er die Qualifikation zu den Weltmeisterschaften in der Junioren-Altersklasse U19. Im Einer erreichte er im litauischen Trakai eine Bronzemedaille. Im Jahr darauf konnte er sich erneut im Einer qualifizieren, die Junioren-WM auf der olympischen Regattastrecke von Athen wurden allerdings heftig von ungünstigen Windverhältnissen beeinflusst und Berrest belegte Platz 8. Hoffnungsläufe und Finals wurden dabei über eine Distanz von 1000 m anstatt der üblichen 2000 m ausgetragen.
In der olympischen Saison konnte Berrest gleich in der offenen Altersklasse ins französische Nationalteam gelangen. Über die Weltcupregatten qualifizierte er sich für den Doppelvierer bei den Olympischen Sommerspielen 2004 in Athen. Die Mannschaft mit Xavier Philippe, Berrest, Jonathan Coeffic und Frédéric Perrier erreichte allerdings als einzige des 13-Boote-Feldes nicht das Halbfinale und belegte damit den letzten Platz im Wettbewerb.
Berrest konzentrierte sich danach weiter auf den französischen Doppelvierer und ging bei den Weltmeisterschaften 2005 in dieser Bootsklasse an den Start. Das Ergebnis war mit Platz 5 weit besser als im olympischen Vorjahr. Bei den Weltmeisterschaften 2006 reichte es für Berrest mit dem Doppelvierer wieder nur zu Platz 10 im britischen Eton, nachdem zuvor gute Ergebnisse beim Weltcup erzielt worden waren. Im vorolympischen Jahr bei den Weltmeisterschaften in München gelang mit demselben Team wie im Vorjahr – Coeffic, Berrest, Julien Bahain und Jean-David Bernard – jedoch der Gewinn der WM-Silbermedaille im Doppelvierer. Die Mannschaft konnte bei einer Umbesetzung (Pierre-Jean Peltier für Bernard) die Form halten und bei den Olympischen Sommerspielen 2008 in Peking die Bronzemedaille gewinnen.
Danach wechselte Berrest im neuen Olympiazyklus zusammen mit Julien Bahain in den Doppelzweier. Das Duo harmonierte gut und gewann Silber bei den Weltmeisterschaften 2009, Gold bei den Europameisterschaften 2010 in Portugal, sowie Bronze jeweils bei den Weltmeisterschaften 2010 und 2011. Die olympische Saison 2012 verlief dann allerdings enttäuschend: nach drei Finalteilnahmen beim Weltcup im Doppelzweier konnten sich Berrest und Bahain nur auf dem 10. Rang bei den Olympischen Sommerspielen 2012 platzieren. Zusammen mit Matthieu Androdias und Pierre-Jean Peltier im Doppelvierer war auch die kurz darauf folgende Teilnahme an den Europameisterschaften im italienischen Varese mit Platz 11 kein Erfolg.
Berrest setzte nach diesen Misserfolgen zunächst eine Saison aus und wechselte danach in den Riemenbereich. Mit dem französischen Achter erreichte er fünfte Plätze bei den Europameisterschaften 2014 und 2015 sowie bei den Weltmeisterschaften 2014. Im eigenen Land bei der WM 2015 auf dem Lac d’Aiguebelette reichte es für das französische Großboot dagegen nur für Platz 10, so dass die direkte Qualifikation für die Olympischen Sommerspiele in Rio de Janeiro verpasst wurde.
Berrest startet für die Vereine Niort Aviron Club und Aviron Toulousain. Bei einer Körperhöhe von 1,91 m beträgt sein Wettkampfgewicht rund 94 kg.